# Seznam madžarskih pianistov
Seznam madžarskih pianistov.

## A
- Géza Anda
- Paul Arma

## B
- Béla Bartók
- Péter Bence

## H
- Tibor Harsányi
- Stephen Heller

## J
- Jenő Jandó

## K
- Pál Kadosa  (1903 - 1983)
- Zoltán Kocsis (1952 - 2016)
- György Kurtág (1926 -)
- Márta Kurtág (1927 - 2019)

## L
- Franz (Ferenc) Liszt

## S
- András Schiff
- Zsigmond Szathmáry (organist, čembalist)
- Csaba Szigeti

## T
- István Thomán

## U
- Imre Ungár

## Z
- Géza Zichy